# Miss Eco International 2017
Miss Eco International 2017 foi a 1ª edição do concurso de beleza feminino anual realizado no Egito sob a patente Miss Eco International. O concurso teve duas edições realizadas sob seu antigo nome, Miss Eco Universe. Para se tornar padronizado e aderir à novos Países, a empresária Amaal Rezk aderiu à uma nova denominação. O certame foi realizado entre os dias 1º e 14 de Abril,  tendo seu ápice no último dia ao vivo do Maritim Jolie Ville International Convention Center, em Sharm el-Sheikh, no Egito. Participaram da competição cerca de cinquenta e oito (58) candidatas ao título, que pertence à vencedora da edição anterior, a costarriquenha Natalia Carvajal.  A vitoriosa, além de servir como embaixadora de causas ambientais e promotora do turismo no Egito globalmente, recebe uma quantia estimada em U$10.000. 

## Resultados

### Colocações
| Posição                 | País e Candidata |
| Vencedora               | - Canadá - Amber Bernachi |
| 2º. Lugar               | - Paquistão - Anzhelika Tahir |
| 3º. Lugar               | - Bélgica - Fenne Verrecas |
| 4º. Lugar               | - Vietnã - Nguyễn Thành |
| 5º. Lugar               | - Bielorrússia - Anastasiya Kaptsiuh |
| (TOP 10) Semifinalistas | - Indonésia - Annisa Nusyirwan - Moldávia - Anastasia Fotachi - Ucrânia - Natalia Varchenko - Panamá - Ayhemeis Henríquez - Rússia - Miroslava Kvashnina |
| (TOP 20) Semifinalistas | - Maurício - Elisa Rosse - Malta - Maria Ellul - China - Xin Zhao - Chile - Fernanda Caro - Montenegro - Kristina Mitrovic - Tailândia - Chanita Jantanet - Japão - Hitomi Sato - África do Sul - Temieke Strecher - Mianmar - May Mayat Noe - México - Verónica Vallejo - Filipinas - Ramona Yamat |

### Prêmios Especiais
Foram distribuídos os seguintes prêmios este ano:
| Prêmio         | País e Candidata               |
| Miss Fotogenia | - Brasil - Stephany Pim        |
| Miss Sorriso   | - Tailândia - Chanita Jantanet |

### Ordem dos Anúncios
| 1. Ucrânia 2. Bielorrússia 3. Indonésia 4. Panamá 5. Maurício 6. Moldávia 7. Malta 8. Bélgica 9. Canadá 10. China 11. Chile 12. Montenegro 13. Rússia 14. Tailândia 15. Japão 16. África do Sul 17. Mianmar 18. México 19. Paquistão 20. Vietnã 21. Filipinas | 1. Indonésia 2. Paquistão 3. Vietnã 4. Canadá 5. Bélgica 6. Bielorrússia 7. Moldávia 8. Ucrânia 9. Panamá 10. Rússia |  |  |

## Miss Eco Continents
As melhores classificadas por continente:
| Prêmio                  | País e Candidata                   |
| Miss Eco África         | - Egito - Rewan Alaa               |
| Miss Eco América        | - Estados Unidos - Anh Do          |
| Miss Eco América Latina | - Chile - Fernanda Caro            |
| Miss Eco Ásia           | - Bascortostão - Kristina Eremeeva |
| Miss Eco Europa         | - Portugal - Diana Santos          |

### Miss Eco Embassador
| Prêmio              | País e Candidata          |
| Miss Eco Embassador | - Espanha - Marta Lorenzo |

## Etapas Preliminares
| Prêmio                  | País e Candidata |
| 1                       | - Indonésia - Annisa Nusyirwan |
| 2                       | - Tailândia - Chanita Jantanet |
| 3                       | - Vietnã - Nguyễn Thành |
| (TOP 15) Semifinalistas | - Bielorrússia - Anastasiya Kaptsiuh - Chile - Fernanda Caro - Colômbia - Brenda Arzuza - Egito - Rewan Alaa - Filipinas - Ramona Yamat - Malta - Maria Ellul - México - Verónica Vallejo - Moldávia - Anastasia Fotachi - Panamá - Ayhemeis Henríquez - Portugal - Diana Santos - Rússia - Miroslava Kvashnina - Venezuela - Gabriela España |

| Prêmio | País e Candidata           |
| 1      | - Filipinas - Ramona Yamat |

| Prêmio                  | País e Candidata |
| 1                       | - Bielorrússia - Anastasiya Kaptsiuh |
| 2                       | - Austrália - Elice Craig |
| 3                       | - Ucrânia - Natalia Varchenko |
| (TOP 10) Semifinalistas | - Brasil - Stephany Pim - China - Xin Zhao - Kosovo - Emilia Dobreva - Maurício - Elisa Rosse - Mianmar - May Mayat Noe - Romênia - Kristina Ciasovschih - Vietnã - Nguyễn Thành |

| Prêmio                  | País e Candidata |
| 1                       | - Moldávia - Anastasia Fotachi |
| 2                       | - Bélgica - Fenne Verrecas |
| 3                       | - Malta - Maria Ellul |
| (TOP 15) Semifinalistas | - África do Sul - Temieke Strecher - Bielorrússia - Anastasiya Kaptsiuh - Canadá - Amber Bernachi - China - Xin Zhao - Países Baixos - Floor Masselink - Maurício - Elisa Rosse - Montenegro - Kristina Mitrovic - Nova Zelândia - Zoom Fitton - Quênia - Caroline Kamar - Rússia - Miroslava Kvashnina - Ucrânia - Natalia Varchenko - Vietnã - Nguyễn Thành |

| Prêmio | País e Candidata         |
| 1      | - Grécia - Mellisa Rizos |

| Prêmio | País e Candidata          |
| 1      | - Paraguai - Coca Notario |

| Prêmio | País e Candidata              |
| 1      | - Panamá - Ayhemeis Henríquez |
| 2      | - Egito - Rewan Alaa          |
| 3      | - Indonésia - Annisa Ananda   |

## Candidatas
Disputarão o título este ano, até agora:
| Representação  | Candidata           |
| -------------- | ------------------- |
| África do Sul  | Temieke Strecher    |
| Albânia        | Shanila Ademi       |
| Alemanha       | Valona Xh           |
| Argélia        | Imine Zaitri        |
| Austrália      | Elice Craig         |
| Bascortostão   | Kristina Eremeeva   |
| Bélgica        | Fenne Verrecas      |
| Bielorrússia   | Anastasiya Kaptsiuh |
| Brasil         | Stephany Pim        |
| Bulgária       | Yoana Karastoianova |
| Canadá         | Amber Bernachi      |
| Cazaquistão    | Alua Azilkhanova    |
| Chile          | Fernanda Caro       |
| China          | Xin Zhao            |
| Colômbia       | Brenda Arzuza       |
| Costa Rica     | Estefanía Mora      |
| Croácia        | Jelena Amanović     |
| Cuba           | Heidy Fass          |
| Egito          | Rewan Alaa          |
| Espanha        | Marta Lorenzo       |
| Estados Unidos | Anh Do              |
| Filipinas      | Ramona Yamat        |
| França         | Sonia Aït Mansour   |
| Grécia         | Mellisa Rizos       |
| Países Baixos  | Floor Masselink     |
| Índia          | Khyati Sharma       |
| Indonésia      | Annisa Nusyirwan    |
| Japão          | Hitomi Sato         |
| Macau          | Rebecca Liu         |

| Representação | Candidata            |
| ------------- | -------------------- |
| Malásia       | Janice Tan           |
| Malta         | Maria Ellul          |
| Maurício      | Elisa Rosse          |
| México        | Verónica Vallejo     |
| Mianmar       | May Mayat Noe        |
| Moldávia      | Anastasia Fotachi    |
| Montenegro    | Kristina Mitrovic    |
| Nepal         | Ronali Amatya        |
| Nova Zelândia | Zoom Fitton          |
| Panamá        | Ayhemeis Henríquez   |
| Paquistão     | Anzhelika Tahir      |
| Paraguai      | Coca Notario         |
| Polônia       | Karolina Banach      |
| Porto Rico    | Kimberly Soto        |
| Portugal      | Diana Santos         |
| Quênia        | Caroline Kamar       |
| Quirguistão   | Omurzakova Tansuluu  |
| Kosovo        | Emilia Dobreva       |
| Rodrigues     | Diana Rose           |
| Romênia       | Kristina Ciasovschih |
| Rússia        | Miroslava Kvashnina  |
| Sérvia        | Sara Stojanović      |
| Singapura     | Sara Thashah         |
| Tailândia     | Chanita Jantanet     |
| Tanzânia      | Meevie Chayo         |
| Ucrânia       | Natalia Varchenko    |
| Venezuela     | Gabriela España      |
| Vietnã        | Nguyễn Thành         |
| Zimbabue      | Letwin Tiwaringa     |

## Histórico

### Estatísticas
Candidatas por continente:
- Europa: 20. (Cerca de 34% do total de candidatas)
- Ásia: 16. (Cerca de 28% do total de candidatas)
- Américas: 12. (Cerca de 21% do total de candidatas)
- África: 8. (Cerca de 14% do total de candidatas)
- Oceania: 2. (Cerca de 3% do total de candidatas)

### Trocas
- África do Sul - Dajana Rijetković ► Temieke Strecher
- Kosovo - Maya Tavadze ► Emilia Dobreva
- Romênia - Andrada Butilca ► Kristina Ciasovschih
- Tailândia - June Pinicha ► Chanita Jantanet

### Desistências
- Gana - Rebecca Kwabi
- Nicarágua - Glennys Medina
- Nigéria - Gladys Ebenezer
- Líbano - Natalie Macdici

## Candidatas
Candidatas em outros concursos:
| Miss Internacional - 2015: Cuba - Heidy Fass - (Representando Cuba em Tóquio, Japão) Miss Grand International - 2016: Países Baixos - Floor Masselink - (Representando a Países Baixos em Las Vegas, Estados Unidos) Miss Turismo Internacional - 2016: Tailândia - June Pinicha - (Representando a Tailândia em Kuala Lumpur, Malásia) | Miss Terra - 2016: Bélgica - Fenne Verrecas - (Representando a Bélgica em Pasay, Filipinas) - 2016: Paquistão - Anzhelika Tahir - (Representando o Paquistão em Pasay, Filipinas) Top Model of the World - 2015: Brasil - Stephany Pim (4º. Lugar) - (Representando o Brasil em El Gouna, Egito) |